# Tenseur électromagnétique
Le tenseur électromagnétique, ou tenseur de Maxwell est le nom de l'objet mathématique décrivant la structure du champ électromagnétique en un point donné.

## Désignations
Le tenseur électromagnétique, est aussi connu comme :
- le tenseur d'intensité du champ électromagnétique[3] ;
- le tenseur du champ magnétique[4] ;
- le tenseur de Maxwell[4] ;
- le tenseur de Faraday[4].

## Définition
Ce tenseur est défini dans le cadre du formalisme mathématique de la relativité restreinte, où aux trois dimensions spatiales est adjointe une dimension temporelle. Les objets vectoriels ont ainsi quatre composantes, on parle donc de quadrivecteur. Le tenseur électromagnétique peut être vu comme une matrice 4×4, dont les éléments sont déterminés par un quadrivecteur appelé quadrivecteur potentiel, habituellement noté A. Le tenseur de Maxwell, habituellement noté F est donné par la formule
{\displaystyle F_{ab}=\partial _{a}A_{b}-\partial _{b}A_{a}}.
Ce tenseur est antisymétrique. Sa trace est donc nulle.

## Expression des composantes
Le tenseur électromagnétique permet de reconsidérer la force de Lorentz s'exerçant sur une particule chargée de charge q. Cette force, f a pour expression
{\displaystyle {\mathbf {f} }=q\left({\mathbf {E} }+{\mathbf {v} }\wedge {\mathbf {B} }\right)}.
En relativité restreinte, son expression devient
{\displaystyle f^{a}=qF^{a}{}_{b}u^{b}},
où u est la quadrivitesse de la particule considérée. Ceci permet de reconstituer les composantes du tenseur de Maxwell dans un système de coordonnées cartésiennes :
{\displaystyle F^{a}{}_{b}=\left({\begin{array}{rrrr}0&{\frac {1}{c}}E^{x}&{\frac {1}{c}}E^{y}&{\frac {1}{c}}E^{z}\\{\frac {1}{c}}E^{x}&0&B^{z}&-B^{y}\\{\frac {1}{c}}E^{y}&-B^{z}&0&B^{x}\\{\frac {1}{c}}E^{z}&B^{y}&-B^{x}&0\end{array}}\right)}.
L'expression des composantes Fab dépend de la convention de signature de la métrique utilisée. Dans l'hypothèse où celle-ci est du type {\displaystyle (-+++)}, on a
{\displaystyle F_{ab}^{(-+++)}=\left({\begin{array}{rrrr}0&-{\frac {1}{c}}E^{x}&-{\frac {1}{c}}E^{y}&-{\frac {1}{c}}E^{z}\\{\frac {1}{c}}E^{x}&0&B^{z}&-B^{y}\\{\frac {1}{c}}E^{y}&-B^{z}&0&B^{x}\\{\frac {1}{c}}E^{z}&B^{y}&-B^{x}&0\end{array}}\right)}.
Dans le cas inverse, avec la convention {\displaystyle (+---)}, toutes les composantes sont opposées. On a
{\displaystyle F_{ab}^{(+---)}=\left({\begin{array}{rrrr}0&{\frac {1}{c}}E^{x}&{\frac {1}{c}}E^{y}&{\frac {1}{c}}E^{z}\\-{\frac {1}{c}}E^{x}&0&-B^{z}&B^{y}\\-{\frac {1}{c}}E^{y}&B^{z}&0&-B^{x}\\-{\frac {1}{c}}E^{z}&-B^{y}&B^{x}&0\end{array}}\right)}.
La différence entre ces deux notations disparaît si l'on exprime les champs électrique E et magnétique B en fonction du potentiel vecteur. L'expression de Fxy correspond à
{\displaystyle F_{xy}=\partial _{x}A_{y}-\partial _{y}A_{x}}.
Dans la convention {\displaystyle (-+++)}, cela correspond aussi à
{\displaystyle F_{xy}^{(-+++)}=\partial _{x}A^{y}-\partial _{y}A^{x}}.
Cette expression correspond à la composante selon z du rotationnel tridimensionnel de A, qui correspond, d'après les équations de Maxwell à Bz, conformément à l'expression de Fxy dans la convention {\displaystyle (-+++)}. De même, dans la convention {\displaystyle (+---)}, on a
{\displaystyle F_{xy}^{(+---)}=\partial _{y}A^{x}-\partial _{x}A^{y}},
qui correspond d'après ce qui précède à -Bz. De façon similaire, on a
{\displaystyle F_{xt}=\partial _{x}A_{t}-\partial _{t}A_{x}}.
En convention {\displaystyle (-+++)}, ceci s'écrit
{\displaystyle F_{xt}^{(-+++)}=-c^{2}\partial _{x}A^{t}-\partial _{t}A^{x}},
et correspond donc à la composante de E selon x, si l'on assimile le potentiel électrique V à c2At, alors qu'en convention {\displaystyle (+---)}, on a
{\displaystyle F_{xt}^{(+---)}=c^{2}\partial _{x}A^{t}+\partial _{t}A^{x}},
qui correspond bien à -Ex.
Les composantes contravariantes s'expriment de la même façon :
{\displaystyle F^{ab}{}^{(-+++)}=\left({\begin{array}{rrrr}0&{\frac {1}{c}}E^{x}&{\frac {1}{c}}E^{y}&{\frac {1}{c}}E^{z}\\-{\frac {1}{c}}E^{x}&0&B^{z}&-B^{y}\\-{\frac {1}{c}}E^{y}&-B^{z}&0&B^{x}\\-{\frac {1}{c}}E^{z}&B^{y}&-B^{x}&0\end{array}}\right)},
et
{\displaystyle F^{ab}{}^{(+---)}=\left({\begin{array}{rrrr}0&-{\frac {1}{c}}E^{x}&-{\frac {1}{c}}E^{y}&-{\frac {1}{c}}E^{z}\\{\frac {1}{c}}E^{x}&0&-B^{z}&B^{y}\\{\frac {1}{c}}E^{y}&B^{z}&0&-B^{x}\\{\frac {1}{c}}E^{z}&-B^{y}&B^{x}&0\end{array}}\right)}.

## Tenseur dual
Le tenseur électromagnétique étant antisymétrique, il s'agit d'un bivecteur. Il est possible d'en déduire son bivecteur dual, F*, par la formule
{\displaystyle F_{ab}^{*}={\frac {1}{2}}\epsilon _{abcd}F^{cd}},
où ε est le tenseur de Levi-Civita, ce qui donne
{\displaystyle F_{ab}^{*\;(-+++)}=\left({\begin{array}{rrrr}0&-B^{x}&-B^{y}&-B^{z}\\B^{x}&0&-{\frac {1}{c}}E^{z}&{\frac {1}{c}}E^{y}\\B^{y}&{\frac {1}{c}}E^{z}&0&-{\frac {1}{c}}E^{x}\\B^{z}&-{\frac {1}{c}}E^{y}&{\frac {1}{c}}E^{x}&0\end{array}}\right)},
et
{\displaystyle F_{ab}^{*\;(+---)}=\left({\begin{array}{rrrr}0&B^{x}&B^{y}&B^{z}\\-B^{x}&0&{\frac {1}{c}}E^{z}&-{\frac {1}{c}}E^{y}\\-B^{y}&-{\frac {1}{c}}E^{z}&0&{\frac {1}{c}}E^{x}\\-B^{z}&{\frac {1}{c}}E^{y}&-{\frac {1}{c}}E^{x}&0\end{array}}\right)}.
Dans les deux cas, l'opération de dualisation permet de transformer le champ électrique (divisé par c) E/c en B et le champ magnétique B en -E/c.

## Aspects mathématiques
Mathématiquement, le tenseur de Maxwell peut être vu comme la dérivée extérieure de A, ce que l'on peut noter sous la forme compacte
{\displaystyle F={\rm {d}}A}.
De ce fait, le tenseur de Maxwell peut être défini par un autre potentiel vecteur, A', défini par
{\displaystyle A'_{a}=A_{a}+\partial _{a}\phi },
ou, plus simplement,
{\displaystyle A'=A+{\rm {d}}\phi },
car la dérivée extérieure seconde d'une quantité est nulle par définition. Cette propriété, le fait que le tenseur de Maxwell soit défini à une transformation près du potentiel vecteur, est appelée invariance de jauge.

## Équations de Maxwell
Les deux équations de Maxwell sans source ({\displaystyle \nabla \cdot {\mathbf {B} }=0} et {\displaystyle \nabla \wedge {\mathbf {E} }=-\partial {\mathbf {B} }/\partial t}) peuvent être combinées en une seule équation très simple, à savoir
{\displaystyle {\rm {d}}F=0},
qui découle elle-même du fait que F est déjà une dérivée extérieure, que la dérivée extérieure d'une dérivée extérieure est identiquement nulle.
Les deux équations impliquant la présence de charges, {\displaystyle \nabla \cdot {\mathbf {E} }=\rho /\epsilon _{0}} et {\displaystyle \nabla \wedge {\mathbf {B} }=\mu _{0}{\mathbf {j} }+(1/c^{2})\partial {\mathbf {E} }/\partial t}, peuvent alors être réécrites sous la forme unifiée
{\displaystyle {}^{*}{\rm {d}}F^{*}={\frac {j}{\epsilon _{0}}}},
où j est le quadrivecteur du courant électrique, et * désigne l'opérateur de dualité de Hodge.